# Le Carrefour de la mort
Pour les articles homonymes, voir Kiss of Death.
Pour plus de détails, voir Fiche technique et Distribution.
Le Carrefour de la mort (titre original : Kiss of Death) est un film américain réalisé par Henry Hathaway, sorti en 1947.

## Synopsis
La veille de Noël, Nick Bianco (dont le père avait été tué par la police) attaque une bijouterie avec deux complices. Mais le braquage échoue et Nick, blessé, est arrêté. Comme il refuse de dénoncer ses complices, il est condamné à vingt ans de prison. En prison, il apprend le suicide de sa femme et décide de parler pour sortir de prison et aider ses deux filles. Le milieu soupçonne Rizzo d'être un mouchard et charge un criminel psychopathe (Tommy Udo) de l'assassiner. Udo, ne trouvant pas Bianco, assassine la mère de ce dernier en poussant son fauteuil roulant dans l'escalier. Dénoncé par Nick, Udo est arrêté, puis, grâce à son avocat, il est remis en liberté. Après avoir mis ses proches à l'abri, Nick décide d'affronter Udo.

## Fiche technique
- Titre : Le Carrefour de la mort
- Titre original : Kiss of Death
- Réalisation : Henry Hathaway
- Production : Fred Kohlmar et Darryl F. Zanuck
- Société de production : 20th Century-Fox
- Scénario : Ben Hecht, Charles Lederer, Philip Dunne d'après un roman d'Eleazar Lipsky.
- Musique : David Buttolph
- Photographie : Norbert Brodine
- Montage : J. Watson Webb Jr.
- Direction artistique : Leland Fuller et Lyle R. Wheeler
- Décors : Thomas Little
- Costumes : Charles Le Maire et Sam Benson
- Pays de production :  États-Unis
- Langue : anglais
- Format : noir et blanc – 35 mm – 1,37:1 – mono (Western Electric Recording)
- Genre : Film dramatique, Film policier, Thriller, Film noir
- Durée : 98 minutes
- Dates de sortie :
  - États-Unis : 27 août 1947
  - France : 23 juillet 1948
- Affiches : Boris Grinsson, Roger Soubie (France)

## Distribution
- Victor Mature : Nick Bianco
- Brian Donlevy : le procureur adjoint d'Angelo
- Coleen Gray : Nettie
- Richard Widmark : Tom Udo
- Taylor Holmes : Earl Howser
- Howard Smith : le directeur de la prison
- Karl Malden : le sergent William Cullen
- Anthony Ross : Williams
- Mildred Dunnock : Ma Rizzo
- Millard Mitchell : l'inspecteur Shelby

Et, parmi les acteurs non crédités :
- Harry Bellaver : Bull Weed
- Tito Vuolo : Luigi
- Jesse White : un chauffeur de taxi
- Susan Cabot : une cliente au restaurant

## Autour du film
- Ce film, un des grands classiques du film noir américain et considéré parfois comme la meilleure œuvre du réalisateur Henry Hathaway, a été tourné en décors réels.[réf. souhaitée]
- La composition de Richard Widmark, en tueur psychopathe, fut particulièrement remarquée pour ses débuts à l'écran. Ce rôle lui vaudra une nomination aux oscars.
- La fin du film écrite par Ben Hecht fut changée par Philip Dunne. Dans la première version Nick se cachait au lieu de partir à la recherche du tueur.[réf. souhaitée]
- Le rôle de Maria, la femme de Nick, interprété par Patricia Morison, a été totalement supprimé au montage.[réf. souhaitée]
- Un remake est réalisé en 1958 par Gordon Douglas : Le Tueur au visage d'ange (The Friend Who Walked the West. L'histoire a été transposée en western.
- Un nouveau remake sort en 1995 réalisé par Barbet Schroeder avec Nicolas Cage et David Caruso : Kiss of Death (Le Baiser de la mort au Québec).